# Weisendorf
Weisendorf là một đô thị thuộc huyện Erlangen-Höchstadt, trong bang Bayern, nước Đức. Đô thị Weisendorf có diện tích 36,72 km², dân số thời điểm 31 tháng 12 năm 2006 là 8210 người. 
Weisendorf có cự ly 15 km về phía tây Erlangen.
Các khu vực dân cư:
| - Boxbrunn - Buch - Kairlindach - Mitteldorf - Nankendorf - Neuenbürg - Oberlindach | - Reinersdorf - Reuth - Rezelsdorf - Sauerheim - Schmiedelberg - Sintmann - Weisendorf |